# 煤氣燈

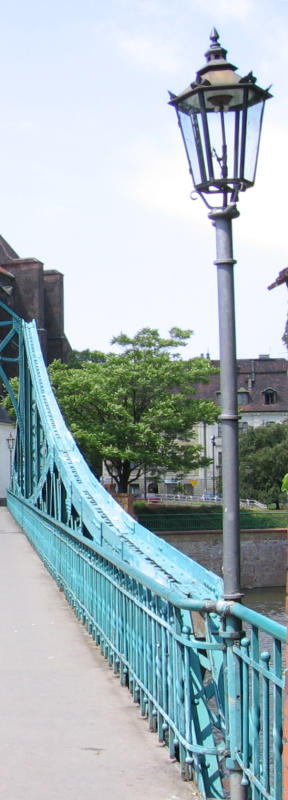
波蘭一盞煤氣燈

煤氣燈（英語：gas lamp）是燈一種，通過燃燒煤氣進行發光。煤氣燈中不一定是煤氣，也可以燃燒其他氣體，像是氫、甲烷、一氧化碳、丙烷、丁烷、乙炔、乙烯、天然氣，或者混合氣體。
未有電氣之前，幾普遍使用，可以公用。大城市會街上可見到，街燈使用。初時煤氣是人手點著，現代的煤氣燈有可以自動點著。今日已少見，而轉用電燈。

## 歷史
春秋戰國時期的中國已經有使用煤氣在家中照明及取暖的紀錄，煤氣以竹筒傳輸，距離可達數英里。
在西方，公共照明比煤氣的普及使用早上幾個世紀。1417年，時任倫敦市長的亨利·巴頓爵士規定在冬季晚上掛起燈籠。16世紀初，巴黎居民都要在晚上於面向街道的窗戶傍燃點蠟燭。至1820年，巴黎才開始出現煤氣街燈。
香港中環的都爹利街的石頭階級設有4支煤氣燈，至今仍然使用中。